# Nombre carré centré
Ne doit pas être confondu avec Nombre carré.
Un nombre carré centré C est un nombre figuré centré qui peut être représenté par C points dans un carré avec un point placé au centre et les autres points disposés en couches carrées concentriques de 4 points, 8 points, 12 points, etc. Ainsi, le n-ième carré centré comporte n points sur chaque rayon et sur chaque côté :
| C4,1 = 1 |  |  | C4,2 = 1 + 4 = 5 |  |  | C4,3 = 5 + 8 = 13 |  |  | C4,4 = 13 + 12 = 25 |
Pour tout entier n ≥ 2, le n-ième nombre carré centré est aussi la somme du n-ième et du (n – 1)-ième nombres carrés.

## Relation de récurrence et premières formules explicites
Pour tout entier n ≥ 1, le n-ième carré centré a un point central et n – 1 couches carrées.
Pour tout entier n ≥ 2, la dernière couche du n-ième carré centré comporte 4(n – 1) points ; c'est le gnomon faisant passer du (n – 1)-ième carré centré au n-ième :
{\displaystyle \forall \ n\geqslant 2,\ C_{4,n}=C_{4,n-1}+4(n-1).}
Pour tout entier n ≥ 1, le n-ième nombre carré centré égale donc 1 plus 4 fois la somme des entiers de 0 à n – 1 :
{\displaystyle \forall \ n\geqslant 1,\ C_{4,n}=1+4\sum _{i=0}^{n-1}i=1+2n(n-1)=2n^{2}-2n+1.\qquad \qquad }(S), (D)

## Exemple

Représentation du 4-ième nombre carré centré

Le quatrième nombre carré centré est :
{\displaystyle {\begin{aligned}C_{4,4}&={\color {red}1}+{\color {Yellow}4}+{\color {Green}8}+{\color {blue}12}\\&={\color {red}1}+4\left({\color {Yellow}1}+{\color {Green}2}+{\color {blue}3}\right)\\&={\color {red}1}+4\!\times \!6\\&=25.\end{aligned}}}

## Liste de nombres carrés centrés
Les dix plus petits nombres carrés centrés sont :
1, 5, 13, 25, 41, 61, 85, 113, 145, 181 (voir la suite A001844 de l'OEIS).

## Relations avec les nombres triangulaires
- D'après son expression (S) ou (D) plus haut, le n-ième nombre carré centré est égal à 1 plus 4 fois le (n – 1)-ième nombre triangulaire Tn–1 = n(n – 1)/2 (en comptant 0 comme le 0-ième nombre triangulaire) :

{\displaystyle \forall \ n\geqslant 1,\ C_{4,n}=1+4T_{n-1}.\qquad \qquad }(T)
Cette égalité peut se représenter par :
- De l'expression (D) plus haut ou (T) ci-dessus, on tire :

{\displaystyle \forall \ n\geqslant 2,\ C_{4,n}=T_{n-2}+2T_{n-1}+T_{n}\ ;}
pour tout entier n ≥ 2, le n-ième nombre carré centré est la somme pondérée des trois nombres triangulaires consécutifs Tn–2, Tn–1, Tn, affectés des coefficients 1, 2, 1.
Le cas C4,2 = T0 + 2T1 + T2 = 0 + 2×1 + 3 = 5 est trivial ; représentations suivantes :

## Relations avec les nombres carrés

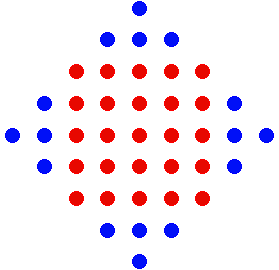

- De l'expression (D) plus haut, on tire :

{\displaystyle \forall \ n\geqslant 1,\ C_{4,n}=n^{2}+(n-1)^{2}\ ;}
pour tout entier n ≥ 1, le n-ième nombre carré centré est la somme du n-ième et du (n – 1)-ième carrés parfaits (en comptant 0 comme le 0-ième carré parfait).
Exemple d'illustration :

- Si n est impair, on peut donc écrire :

{\displaystyle C_{4,n}=n^{2}+4\left({\frac {n-1}{2}}\right)^{2}=n^{2}+4{\big (}1+3+\cdots +(n-2){\big )}.}
Exemple d'illustration :
- De même, si n est pair :

{\displaystyle C_{4,n}=(n-1)^{2}+4\left({\frac {n}{2}}\right)^{2}=(n-1)^{2}+4{\big (}1+3+\cdots +(n-1){\big )}.}
Exemple :
{\displaystyle C_{4,6}={\color {red}5^{2}}+4\!\times \!{\color {blue}3^{2}}={\color {red}5^{2}}+4({\color {blue}1+3+5})=61.}
- De l'expression (D) plus haut, on tire aussi :

{\displaystyle \forall \ n\geqslant 1,\ C_{4,n}={{(2n-1)^{2}+1} \over 2}} (trinôme du second degré sous forme canonique).
Donc un entier C est carré centré si et seulement si 2C – 1 est un carré parfait impair.
La dernière égalité est représentée ci-dessous pour n = 1, 2, 3, et 4 ; la n-ième figure est formée en considérant un carré de 2n – 1 points par 2n – 1 points, et en sélectionnant la moitié des points : à partir du coin supérieur gauche, jusqu'au point central inclus.[réf. souhaitée]
|                                                                                                |  |                                                                                                |  |                                                                                                 |  |                                                                                                 |
| {\displaystyle {\color {LimeGreen}1^{2}}+{\color {YellowOrange}0^{2}}={\tfrac {1^{2}+1}{2}}=1} |  | {\displaystyle {\color {LimeGreen}2^{2}}+{\color {YellowOrange}1^{2}}={\tfrac {3^{2}+1}{2}}=5} |  | {\displaystyle {\color {LimeGreen}3^{2}}+{\color {YellowOrange}2^{2}}={\tfrac {5^{2}+1}{2}}=13} |  | {\displaystyle {\color {LimeGreen}4^{2}}+{\color {YellowOrange}3^{2}}={\tfrac {7^{2}+1}{2}}=25} |

## Propriétés de congruence
- Tous les nombres carrés centrés sont impairs ; et en base 10, le chiffre des unités du n-ième nombre carré centré suit le motif 1-5-3-5-1.

- Tous les nombres carrés centrés et leurs diviseurs sont congrus à 1 modulo 4. (En effet : pour tout facteur premier p de 2n2 – 2n + 1, p est impair, et modulo p, puisque (n – 1)2 est congru à –n2, –1 est un résidu quadratique ; donc modulo 4, p est congru à 1.) Ils se terminent donc par le chiffre 1 ou 5 en bases 6, 8, et 12.

## Égalités entre nombres carrés centrés et d'autres nombres figurés

### Avec les nombres triangulaires
1 est le seul nombre à la fois carré centré et triangulaire. En effet, pour tout entier n ≥ 2,
{\displaystyle T_{2(n-1)}<\ C_{4,n}<\ T_{2(n-1)+1}.}

### Avec les nombres carrés
La recherche des solutions de l'équation diophantienne {\displaystyle {\color {lightgray}C_{4,n}=}\ (n-1)^{2}+n^{2}=m^{2}} revient à la recherche des triplets pythagoriciens {\displaystyle (n-1,n,m),} c.-à-d. ceux dont les deux plus petits termes sont consécutifs.
Les cinq plus petits nombres à la fois carrés centrés et carrés parfaits sont alors :
C4,1 = 02 + 12 = 1 = 12 ; C4,4 = 32 + 42 = 25 = 52 ; C4,21 = 202 + 212 = 841 = 292 ;
C4,120 = 1192 + 1202 = 28 561 = 1692 ; C4,697 = 6962 + 6972 = 970 225 = 9852.
Pour les suivants, voir,,, :
C4, A046090 =  A0016522 +  A0460902 =  A008844 =  A0016532.
(Pour la suite des nombres carrés, voir  A000290.)
On obtient la solution générale en mettant l'équation (n − 1)2 + n2 = m2 sous la forme :
(2n – 1)2 – 2m2 = –1,
et en utilisant les solutions de l'équation de Pell-Fermat :
{\displaystyle x^{2}-2y^{2}=-1.}

## Nombres carrés centrés premiers
Les dix plus petits nombres à la fois carrés centrés et premiers sont :
C4,2 = 5 = p3 ; C4,3 = 13 = p6 ; C4,5 = 41 = p13 ; C4,6 = 61 = p18 ; C4,8 = 113 = p30 ;
C4,10 = 181 = p42 ; C4,13 = 313 = p65 ; C4,15 = 421 = p82 ; C4,18 = 613 = p112 ; C4,20 = 761 = p135.
Pour les suivants, voir,, :
C4, A027861+1 =  A027862 = p A091277.
(Pour la suite des nombres premiers, voir  A000040.)